# Lhagyari Namgyal Dolkar
Lhagyari Namgyal Dolkar, née le 13 avril 1986 à Dharamsala, est une femme politique tibétaine, députée et présidente de l'association des anciens prisonniers politiques tibétains Gu-Chu-Sum Mouvement du Tibet.

## Biographie
Lhagyari Namgyal Dolkar est née en 1986 à Dharamshala. Elle a été scolarisée à l'école des Villages d'enfants tibétains, et a ensuite obtenu une maîtrise en littérature anglaise.
En 2011, alors âgée de 25 ans, elle est la première tibétaine à obtenir la nationalité indienne après que la Haute Cour de Delhi se soit prononcée en sa faveur,. 
En 2012, elle a entrepris la marche pour la paix et la liberté au Tibet, en solidarité avec les tibétains immolés et les prisonniers politiques au Tibet.
Elle a enseigné la littérature au collège DBS (PG) jusqu’en 2013, année où elle a rejoint l'Association des femmes tibétaines en exil en tant que coordonnatrice du projet « autonomisation juridique des femmes tibétaines » pendant 8 mois.
De 2013 à 2016, elle est vice-présidente de l'Association Gu-Chu-Sum. En septembre 2016, elle est élue présidente de cette association.
En mars 2016, Lhagyari Namgyal Dolkar est élue à la 16e Assemblée législatives tibétaines.